# قوانین اسلحه در ویسکانسین
قوانین اسلحه در ویسکانسین بر فروش، مالکیت و استفاده از سلاح گرم و مهمات در ایالت ویسکانسین، واقع در کشور ایالات متحده آمریکا نظارت می‌کند.

## جدول مختصر
| موضوع/قانون                              | اسلحه‌های طویل | سلاح‌های دستی | احکام مرتبط                         | توضیحات |
| ---------------------------------------- | ------------- | ------------ | ----------------------------------- | --- |
| حق اساسی برای حمل سلاح                   | بله           | بله          | ۱:۲۵                                | «مردم برای امنیت، دفاع، شکار، سرگرمی یا هر مقصود قانونی دیگر، مجاز به نگهداری و حمل سلاح هستند.» |
| معافیت دولتی از محدودیت‌های محلی؟         | بله           | بله          | ۶۶٫۰۴۰۹                             | |
| نیاز به مجوز دولتی برای خرید؟            | خیر           | خیر          |                                     | خریدار تا پیش از آن که یک هزینهٔ بررسی سوءپیشینه را پرداخت کند و نهاد دادگستری ایالتی یک بررسی اضافی سوءپیشینه را به اجرا بگذارد، از دریافت سلاح دستی از فروشندگان مجاز اسلحه منع شده‌است. (علاوه بر قانون ۴۴۷۳ فدرال). |
| نیاز به مجوز برای حمل نامشهود؟           | ن/م           | بله          | ۱۷۵٫۶۰                              | پروانه بر مبنای قانون صدور اجباری اعطا می‌شود. حمل مشهود چاقو (بدون قصد استفاده به‌عنوان سلاح) بدون اخذ پروانه نیز مجاز است. حمل در دانشگاه مجاز است، اما در صورت نصب تابلوهایی که حمل سلاح‌های گرم را ممنوع اعلام کرده‌اند، حمل به داخل ساختمان‌ها ممکن است از این قانون مستثنا شود.                                                                                         |
| نیاز به مجوز برای حمل مشهود؟             | خیر           | خیر          | ۹۴۷٫۰۱ ۹۴۸٫۶۰ ۶۶٫۰۴۰۹ ۹۴۱٫۲۸ ۲۹٫۳۰۴ | حمل مشهود سلاح‌های دستی، تفنگ‌های طویل و چاقو برای افراد بالغ بالای ۱۸ سال یا خردسالان با سن ۱۶ سال یا بیشتر به‌هنگام حمل یک سلاح طویل که قانون WS 941.28 را نقض نمی‌کند، بدون اخذ پروانه مجاز است. |
| نیاز به مجوز برای مالک؟                  | خیر           | خیر          | ۹۴۱٫۲۹                              | |
| دکترین کاسل/احکام دفاع شخصی              | بله           | بله          | ۸۹۵٫۶۲                              | مصونیت از پیگرد قانونی و خسارت‌های مدنی در خانه، با شرایط و استثناءها |
| دکترین کاسل/احکام دفاع شخصی              | بله           | بله          | ۹۳۹٫۴۸                              | بدون وظیفهٔ عقب‌نشینی در «اقامتگاه» یا مکان تجاری تحت مالکیت/مدیریت. عدم صدمهٔ جانی تنها برای حفاظت از ملک. حفاظت از شخص ثالث. در صورت وقوع حمله، اقدام به دفاع از خود تنها در صورتی مجاز است که گمان معقولی وجود داشته باشد که مرگ حتمی یا صدمهٔ بدنی جدی محتمل است. در صورت وقوع حمله، اقدام به صدمهٔ جانی تنها در صورتی مجاز است که تمام راه‌های اجتناب بی‌نتیجه مانده باشد. |
| دکترین کاسل/احکام دفاع شخصی              | بله           | بله          | ۹۴۰٫۰۱                              | «دولت برای گناهکار شناختن ضارب باید بر مبنای یک شک منطقی اثبات کند که دلایلی که از دفاع پشتیبانی می‌کنند وجود نداشته‌اند.» |
| ثبت سلاح گرم؟                            | خیر           | خیر          |                                     | |
| قانون سلاح تهاجمی؟                       | خیر           | خیر          |                                     | |
| محدودیت ظرفیت خشاب؟                      | خیر           | خیر          |                                     | |
| محدودیت سلاح‌های ان‌اف‌ای؟                  | خیر           | خیر          | ۹۴۱٫۲۹۸ ۹۴۱٫۲۶                      | مسلسل‌ها مجاز هستند، اما نباید برای شلیک گلوله‌های تپانچه استفاده شوند و نباید به‌طور پرخاشگرانه یا تهاجمی تصاحب شوند. صداخفه‌کن‌ها، تفنگ‌های لوله‌کوتاه و شات‌گان‌های لوله‌کوتاه در صورت پیروی از قوانین ان‌اف‌ای مجاز هستند؛ در غیر این صورت استفاده از آن‌ها جنایت محسوب می‌شود. |
| نیاز به بررسی سوءپیشینه برای فروش خصوصی؟ | خیر           |              |                                     | |

## حفاظت مشروط
قانون اساسی ویسکانسین در مادهٔ ۱، بخش ۲۵ از حق نگهداری و حمل سلاح حمایت می‌کند – «مردم برای امنیت، دفاع، شکار، سرگرمی یا هر مقصود قانونی دیگر، مجاز به نگهداری و حمل سلاح هستند»